# Лозница (городское поселение)
Лозница (серб. Град Лозница) — городское поселение в Сербии, входит в Мачванский округ.
Население городского поселения составляет 84 074 человека (2007 год), плотность населения составляет 138 чел./км². Занимаемая площадь — 608 км², из них 59,0 % используется в промышленных целях.
Административный центр городского поселения — город Лозница. Городское поселение Лозница состоит из 54 населённых пунктов, средняя площадь населённого пункта — 11,3 км².

## Статистика населения
| Год  | Население, чел. |
| ---- | --------------- |
| 1991 | 90 344          |
| 2001 | 86 642          |
| 2002 | 86 326          |
| 2003 | 85 978          |
| 2004 | 85 631          |
| 2005 | 85 219          |
| 2006 | 84 725          |
| 2007 | 84 074          |